# Station Nikolsdorf
Station Nikolsdorf is een spoorwegstation aan de Drautalspoorlijn in de gemeente Nikolsdorf (Oostenrijk-Oost-Tirol).